# Festival de la Canción de Eurovisión 1996
El XLI Festival de la Canción de Eurovisión tuvo lugar el 18 de mayo de 1996 en Noruega, en la sala Spektrum de Oslo con 8,000 espectadores en directo. Los presentadores fueron la periodista Ingvild Bryn y el cantante solista de a-ha, Morten Harket. La cantante de Irlanda, Eimear Quinn, fue la ganadora con la canción folk "The Voice".
El escenario, compuesto de estructuras metálicas algunas de las cuales eran móviles, emulaba una plataforma petrolífera. Se utilizó un marcador virtual en 3D sobre un fondo croma, el cual fue provisto por la empresa Silicon Graphics, siendo un caso único en la historia del certamen. Además, la televisión noruega añadió en la realización y presentación de las canciones participantes diferentes efectos especiales en pantalla.
Para esta edición se reemplazó el anterior sistema de descenso con una preselección de audio. Este nuevo sistema fue probado con el fin de encontrar un método más aceptable de criba debido al gran número de países potencialmente participantes. Con excepción del país anfitrión de Noruega, al que se le dio el pase directo a la final, el resto de los posibles participantes - 29 países en total - compitieron en esta preselección de audio, en la que los jurados nacionales únicamente escucharon cintas de audio con las grabaciones de las 29 canciones. A 22 de los 29 países más a la nación anfitriona se les permitió el acceso a la final en Oslo, sumando 23 participantes. Este tipo de ronda pre-clasificatoria fue concebida por muchos organismos de radiodifusión y el público europeo como algo peculiar, porque la preselección no fue transmitida de ninguna manera y los resultados completos de la votación tampoco se hicieron públicos.
Este sistema se vio rápidamente poco factible, ya que muchos países habían llevado a cabo festivales a nivel nacional para luego ser eliminados sin haber tenido la oportunidad de presentar su tema a una audiencia internacional como se realiza desde 2004 mediante semifinales televisadas. Uno de los principales opositores a este nuevo sistema fue Alemania que, junto a Hungría, Dinamarca, Israel, la entonces denominada Antigua República Yugoslava de Macedonia, Rumanía y Rusia, fueron finalmente eliminadas. Además, debido al hecho de que Alemania no se clasificara - la primera vez que el país no participaba - los organizadores también se enfrentaron con muchos menos medios económicos de los esperados.
Aparte de esta novedad, el festival de 1996 introdujo un saludo para cada país grabado por un líder político o representante diplomático de cada país. La importancia de cada personaje varió mucho de país a país, desde el primer ministro de Suecia hasta el embajador de España en Noruega. Al festival acudió la reina Sonia de Noruega.
Como introducción del festival el presentador Morten Harket cantó Heaven's Not For Saints.

## Países participantes

### Países clasificados
| País y TV                   | Título original de la canción            | Artista                             | Proceso y fecha de selección                               |
| País y TV                   | Traducción al español                    | Idiomas                             | Proceso y fecha de selección                               |
| --------------------------- | ---------------------------------------- | ----------------------------------- | ---------------------------------------------------------- |
| Austria ORF                 | Weil's Dr Guat Got                       | George Nussbaumer                   | Elección Interna                                           |
| Austria ORF                 | Ahora que te va bien                     | Alto alemán                         | Elección Interna                                           |
| Bélgica BRTN                | Liefde Is Een Kaartspel                  | Lisa del Bo                         | De Gouden Zeemeermin 1996, 09-03-1996                      |
| Bélgica BRTN                | La vida es un juego de cartas            | Neerlandés                          | De Gouden Zeemeermin 1996, 09-03-1996                      |
| Bosnia y Herzegovina RTVBIH | Za Našu Ljubav                           | Amila Glamočak                      | Eurosong BiH 1996, 07-03-1996                              |
| Bosnia y Herzegovina RTVBIH | Por nuestro amor                         | Bosnio                              | Eurosong BiH 1996, 07-03-1996                              |
| Chipre CyBC                 | Mono Yia Mas                             | Constantinos Christoforou           | final Nacional, 05-03-1996                                 |
| Chipre CyBC                 | Solo para nosotros                       | Griego                              | final Nacional, 05-03-1996                                 |
| Croacia HRT                 | Sveta Ljubav                             | Maja Blagdan                        | Dora 1996, 03-03-1996                                      |
| Croacia HRT                 | Amor sagrado                             | Croata                              | Dora 1996, 03-03-1996                                      |
| Eslovaquia STV              | Kým Nás Máš                              | Marcel Palonder                     | Elección Interna                                           |
| Eslovaquia STV              | Hasta que nos tengas                     | Eslovaco                            | Elección Interna                                           |
| Eslovenia RTVSLO            | Dan Najlepših Sanj                       | Regina                              | EMA 1996, 10-02-1996                                       |
| Eslovenia RTVSLO            | El día del sueño más bello               | Esloveno                            | EMA 1996, 10-02-1996                                       |
| España TVE                  | ¡Ay, qué deseo!                          | Antonio Carbonell                   | Elección Interna                                           |
| España TVE                  | -                                        | Español                             | Elección Interna                                           |
| Estonia ERR                 | Kaelakee Hääl                            | Maarja-Liis Ilus & Ivo Linna        | Eurolaul 1996, 27-01-1996                                  |
| Estonia ERR                 | Voz de collar                            | Estonio                             | Eurolaul 1996, 27-01-1996                                  |
| Finlandia YLE               | Niin Kaunis On Taivas                    | Jasmine                             | Euroviisut 1996, 05-03-1996                                |
| Finlandia YLE               | Qué bonito es el cielo                   | Finés                               | Euroviisut 1996, 05-03-1996                                |
| Francia FT2                 | Diwanit Bugale                           | Dan Ar Braz & L'Héritage des Celtes | Elección Interna                                           |
| Francia FT2                 | Que nazcan los niños                     | Bretón                              | Elección Interna                                           |
| Grecia ERT                  | Emis Forame To Himona Anixiatika         | Mariana Efstratiou                  | Elección Interna                                           |
| Grecia ERT                  | Llevábamos ropa de invierno en primavera | Griego                              | Elección Interna                                           |
| Irlanda RTÉ                 | The Voice                                | Eimear Quinn                        | Eurosong 1996, 03-03-1996                                  |
| Irlanda RTÉ                 | La voz                                   | Inglés                              | Eurosong 1996, 03-03-1996                                  |
| Islandia RÚV                | Sjúbídú                                  | Anna Mjöll                          | Elección Interna                                           |
| Islandia RÚV                | Shubidú                                  | Islandés                            | Elección Interna                                           |
| Malta PBS                   | In a Woman's Heart                       | Miriam Christine                    | Festival Tal-Kanzunetta Maltija 1996, 27-01-1996           |
| Malta PBS                   | En el corazón de una mujer               | Inglés                              | Festival Tal-Kanzunetta Maltija 1996, 27-01-1996           |
| Noruega NRK                 | I Evighet                                | Elisabeth Andreassen                | Melodi Grand Prix 1996, 30-03-1996                         |
| Noruega NRK                 | Para la eternidad                        | Noruego                             | Melodi Grand Prix 1996, 30-03-1996                         |
| Países Bajos NOS            | De Eerste Keer'                          | Maxine & Franklin Brown             | Nationaal Songfestival 1996, 03-03-1996                    |
| Países Bajos NOS            | La primera vez                           | Neerlandés                          | Nationaal Songfestival 1996, 03-03-1996                    |
| Polonia TVP                 | Chcę Znać Swój Grzech                    | Kasia Kowalska                      | Elección Interna                                           |
| Polonia TVP                 | Quiero conocer mi pecado                 | Polaco                              | Elección Interna                                           |
| Portugal RTP                | O Meu Coração Não Tem Cor                | Lúcia Moniz                         | Festival da Canção 1996, 07-03-1996                        |
| Portugal RTP                | Mi corazón no tiene color                | Portugués                           | Festival da Canção 1996, 07-03-1996                        |
| Reino Unido BBC             | Ooh... Aah... Just a Little Bit          | Gina G                              | Great British Song Contest 1996, 08-03-1996                |
| Reino Unido BBC             | Uh, ah, solo un poquito                  | Inglés                              | Great British Song Contest 1996, 08-03-1996                |
| Suecia SVT                  | Den Vilda                                | One More Time                       | Melodifestivalen 1996, 24-02-1996                          |
| Suecia SVT                  | La salvaje                               | Sueco                               | Melodifestivalen 1996, 24-02-1996                          |
| Suiza SSR SRG               | Mon Coeur L' Aime                        | Kathy Leander                       | Elección Interna                                           |
| Suiza SSR SRG               | Mi corazón le ama                        | Francés                             | Elección Interna                                           |
| Turquía TRT                 | Beşinci Mevsim                           | Şebnem Paker                        | Eurovision Şarkı Yarışması Türkiye Finali 1996, 17-02-1996 |
| Turquía TRT                 | La quinta estación                       | Turco                               | Eurovision Şarkı Yarışması Türkiye Finali 1996, 17-02-1996 |

### Países no clasificados
| País y TV             | Título original de la canción | Artista                       | Proceso y fecha de selección             |
| País y TV             | Traducción al español         | Idiomas                       | Proceso y fecha de selección             |
| --------------------- | ----------------------------- | ----------------------------- | ---------------------------------------- |
| Alemania ARD          | Planet Of Blue                | Leon                          | Ein bisschen Glück 1996, 01-03-1996      |
| Alemania ARD          | Planeta azul                  | Alemán                        | Ein bisschen Glück 1996, 01-03-1996      |
| Dinamarca DR          | Kun Med Dig                   | Dorthe Andersen & Martin Loft | Dansk Melodi Grand-Prix 1996, 09-03-1996 |
| Dinamarca DR          | Solo contigo                  | Danés                         | Dansk Melodi Grand-Prix 1996, 09-03-1996 |
| Hungría MTV           | Fortuna                       | Gjon Delhusa                  | A cèl : Oslo 1996, 24-02-1996            |
| Hungría MTV           | Fortuna                       | Húngaro                       | A cèl : Oslo 1996, 24-02-1996            |
| Israel IBA            | Shalom Olam                   | Galit Bell                    | Kdam Eurovision 1996, 29-02-1996         |
| Israel IBA            | Hola, mundo                   | Hebreo                        | Kdam Eurovision 1996, 29-02-1996         |
| Macedonia (ARY) MKRTV | Samo Ti (Само Ти)             | Kaliopi                       | Final Nacional, 03-03-1996               |
| Macedonia (ARY) MKRTV | Solo tú                       | Macedonio                     | Final Nacional, 03-03-1996               |
| Rumania TVR           | Rugă Pentru Pacea Lumii       | Monica Anghel & Sincron       | Selecţia Naţională 1996, 08-03-1996      |
| Rumania TVR           | Reza por la paz en el mundo   | Rumano                        | Selecţia Naţională 1996, 08-03-1996      |
| Rusia ORT             | Ja Eto Ja (Я Это Я)           | Andrej Kosinskij              | Nacional’nyj otbor 1996, 02-03-1996      |
| Rusia ORT             | Soy el que soy                | Ruso                          | Nacional’nyj otbor 1996, 02-03-1996      |

## Celebración del festival
La siguiente tabla muestra los resultados de las 23 canciones participantes, las cuales clasificaron previamente en una preselección realizada tres meses antes de la celebración del festival. 
En la final, las primeras votaciones fueron muy variadas, Irlanda, Chipre, Croacia y Malta se ponían pronto las primeras, pero finalmente Croacia se puso primera hasta la octava votación, momento en el que Irlanda se ponía de nuevo primera, ya hasta el final del Festival y proclamándose triunfadora del Festival de la Canción de Eurovisión 1996, traducido a la séptima ganadora irlandesa de Eurovisión. Hasta el momento, Irlanda no ha vuelto a ganar desde Eimear Quinn.
- En negrita, países clasificados para 1997.

| #  | País                 | Intérprete(s)                       | Canción                            | Lugar | Puntos |
| -- | -------------------- | ----------------------------------- | ---------------------------------- | ----- | ------ |
| 01 | Turquía              | Şebnem Paker                        | «Beşinci mevsim»                   | 12    | 57     |
| 02 | Reino Unido          | Gina G                              | «Ooh Aah… Just a Little Bit»       | 7     | 77     |
| 03 | España               | Antonio Carbonell                   | «¡Ay, qué deseo!»                  | 20    | 17     |
| 04 | Portugal             | Lúcia Moniz                         | «O meu coração não tem cor»        | 6     | 92     |
| 05 | Chipre               | Constantinos Christoforou           | «Mono yia mas»                     | 8     | 72     |
| 06 | Malta                | Miriam Christine                    | «In a Woman's Heart»               | 10    | 68     |
| 07 | Croacia              | Maja Blagdan                        | «Sveta ljubav»                     | 4     | 98     |
| 08 | Austria              | George Nussbaumer                   | «Weil's dr guat got»               | 11    | 68     |
| 09 | Suiza                | Kathy Leander                       | «Mon cœur l'aime»                  | 16    | 22     |
| 10 | Grecia               | Mariana Efstratiou                  | «Emis forame to himona anixiatika» | 15    | 36     |
| 11 | Estonia              | Maarja-Liis Ilus & Ivo Linna        | «Kaelakee hääl»                    | 5     | 94     |
| 12 | Noruega              | Elisabeth Andreassen                | «I evighet»                        | 2     | 114    |
| 13 | Francia              | Dan Ar Braz & L'Héritage des Celtes | «Diwanit bugale»                   | 19    | 18     |
| 14 | Eslovenia            | Regina                              | «Dan najlepših sanj»               | 21    | 16     |
| 15 | Países Bajos         | Maxine & Franklin Brown             | «De eerste keer»                   | 9     | 72     |
| 16 | Bélgica              | Lisa del Bo                         | «Liefde is een kaartspel»          | 17    | 22     |
| 17 | Irlanda              | Eimear Quinn                        | «The Voice»                        | 1     | 162    |
| 18 | Finlandia            | Jasmine                             | «Niin kaunis on taivas»            | 23    | 9      |
| 19 | Islandia             | Anna Mjöll                          | «Sjúbídú»                          | 13    | 51     |
| 20 | Polonia              | Kasia Kowalska                      | «Chcę znać swój grzech»            | 14    | 37     |
| 21 | Bosnia y Herzegovina | Amila Glamočak                      | «Za našu ljubav»                   | 22    | 13     |
| 22 | Eslovaquia           | Marcel Palonder                     | «Kým nás máš»                      | 18    | 19     |
| 23 | Suecia               | One More Time                       | «Den vilda»                        | 3     | 100    |

### Votación

#### Tabla de votaciones
| ......Participante..... | Pts. | Bandera de Turquía | Bandera del Reino Unido | Bandera de España | Bandera de Portugal | Bandera de Chipre | Bandera de Malta | Bandera de Croacia | Bandera de Austria | Bandera de Suiza | Bandera de Grecia | Bandera de Estonia | Bandera de Noruega | Bandera de Francia | Bandera de Eslovenia | Bandera de los Países Bajos | Bandera de Bélgica | Bandera de Irlanda | Bandera de Finlandia | Bandera de Islandia | Bandera de Polonia |    | Bandera de Eslovaquia | Bandera de Suecia |
| ----------------------- | ---- | ------------------ | ----------------------- | ----------------- | ------------------- | ----------------- | ---------------- | ------------------ | ------------------ | ---------------- | ----------------- | ------------------ | ------------------ | ------------------ | -------------------- | --------------------------- | ------------------ | ------------------ | -------------------- | ------------------- | ------------------ | -- | --------------------- | ----------------- |
| Turquía                 | 57   |                    | 6                       | 8                 | 0                   | 0                 | 10               | 1                  | 0                  | 6                | 0                 | 0                  | 0                  | 4                  | 0                    | 7                           | 5                  | 0                  | 5                    | 0                   | 0                  | 5  | 0                     | 0                 |
| Reino Unido             | 77   | 3                  |                         | 0                 | 12                  | 1                 | 6                | 7                  | 3                  | 4                | 0                 | 2                  | 0                  | 8                  | 0                    | 0                           | 12                 | 3                  | 0                    | 4                   | 0                  | 0  | 6                     | 6                 |
| España                  | 17   | 0                  | 0                       |                   | 0                   | 2                 | 5                | 4                  | 0                  | 0                | 6                 | 0                  | 0                  | 0                  | 0                    | 0                           | 0                  | 0                  | 0                    | 0                   | 0                  | 0  | 0                     | 0                 |
| Portugal                | 92   | 5                  | 2                       | 0                 |                     | 12                | 0                | 10                 | 1                  | 10               | 5                 | 0                  | 12                 | 5                  | 0                    | 6                           | 6                  | 0                  | 3                    | 10                  | 0                  | 1  | 0                     | 4                 |
| Chipre                  | 72   | 0                  | 12                      | 7                 | 3                   |                   | 2                | 8                  | 2                  | 5                | 12                | 0                  | 0                  | 2                  | 0                    | 0                           | 0                  | 1                  | 6                    | 0                   | 0                  | 0  | 10                    | 2                 |
| Malta                   | 68   | 10                 | 0                       | 10                | 0                   | 0                 |                  | 12                 | 0                  | 0                | 8                 | 0                  | 1                  | 0                  | 4                    | 0                           | 0                  | 0                  | 0                    | 0                   | 6                  | 0  | 12                    | 5                 |
| Croacia                 | 98   | 8                  | 4                       | 5                 | 10                  | 8                 | 7                |                    | 0                  | 1                | 1                 | 6                  | 7                  | 0                  | 3                    | 5                           | 4                  | 6                  | 0                    | 5                   | 2                  | 10 | 5                     | 1                 |
| Austria                 | 68   | 4                  | 0                       | 0                 | 5                   | 0                 | 12               | 0                  |                    | 0                | 2                 | 7                  | 0                  | 12                 | 1                    | 0                           | 0                  | 8                  | 0                    | 0                   | 8                  | 6  | 3                     | 0                 |
| Suiza                   | 22   | 0                  | 3                       | 0                 | 0                   | 0                 | 0                | 0                  | 0                  |                  | 0                 | 0                  | 0                  | 0                  | 2                    | 4                           | 2                  | 4                  | 4                    | 3                   | 0                  | 0  | 0                     | 0                 |
| Grecia                  | 36   | 0                  | 7                       | 0                 | 0                   | 10                | 1                | 0                  | 0                  | 2                |                   | 0                  | 3                  | 0                  | 0                    | 1                           | 0                  | 0                  | 0                    | 0                   | 1                  | 0  | 8                     | 3                 |
| Estonia                 | 94   | 0                  | 10                      | 4                 | 0                   | 7                 | 0                | 0                  | 5                  | 0                | 0                 |                    | 8                  | 1                  | 8                    | 3                           | 0                  | 2                  | 12                   | 12                  | 10                 | 0  | 0                     | 12                |
| Noruega                 | 114  | 2                  | 8                       | 0                 | 2                   | 3                 | 0                | 5                  | 8                  | 7                | 0                 | 5                  |                    | 7                  | 10                   | 10                          | 8                  | 7                  | 7                    | 8                   | 4                  | 3  | 0                     | 10                |
| Francia                 | 18   | 0                  | 1                       | 0                 | 1                   | 0                 | 0                | 0                  | 0                  | 0                | 0                 | 3                  | 4                  |                    | 0                    | 0                           | 7                  | 0                  | 2                    | 0                   | 0                  | 0  | 0                     | 0                 |
| Eslovenia               | 16   | 0                  | 0                       | 1                 | 0                   | 0                 | 0                | 6                  | 0                  | 0                | 0                 | 0                  | 0                  | 0                  |                      | 0                           | 0                  | 0                  | 0                    | 1                   | 0                  | 8  | 0                     | 0                 |
| Países Bajos            | 72   | 1                  | 0                       | 0                 | 7                   | 5                 | 0                | 0                  | 12                 | 3                | 0                 | 4                  | 0                  | 10                 | 5                    |                             | 1                  | 5                  | 0                    | 2                   | 7                  | 2  | 0                     | 8                 |
| Bélgica                 | 22   | 0                  | 5                       | 12                | 0                   | 0                 | 0                | 2                  | 0                  | 0                | 0                 | 1                  | 0                  | 0                  | 0                    | 2                           |                    | 0                  | 0                    | 0                   | 0                  | 0  | 0                     | 0                 |
| Irlanda                 | 162  | 12                 | 0                       | 0                 | 8                   | 6                 | 4                | 0                  | 7                  | 12               | 10                | 12                 | 10                 | 6                  | 12                   | 12                          | 3                  |                    | 10                   | 0                   | 12                 | 12 | 7                     | 7                 |
| Finlandia               | 9    | 0                  | 0                       | 0                 | 0                   | 0                 | 0                | 0                  | 0                  | 0                | 0                 | 0                  | 2                  | 0                  | 0                    | 0                           | 0                  | 0                  |                      | 7                   | 0                  | 0  | 0                     | 0                 |
| Islandia                | 51   | 0                  | 0                       | 3                 | 6                   | 0                 | 0                | 0                  | 6                  | 0                | 3                 | 8                  | 5                  | 0                  | 6                    | 0                           | 0                  | 10                 | 0                    |                     | 3                  | 0  | 1                     | 0                 |
| Polonia                 | 37   | 7                  | 0                       | 6                 | 0                   | 4                 | 0                | 0                  | 4                  | 0                | 7                 | 0                  | 0                  | 0                  | 0                    | 0                           | 0                  | 0                  | 0                    | 0                   |                    | 7  | 2                     | 0                 |
| Bosnia y Herzegovina    | 13   | 6                  | 0                       | 0                 | 0                   | 0                 | 3                | 3                  | 0                  | 0                | 0                 | 0                  | 0                  | 0                  | 0                    | 0                           | 0                  | 0                  | 1                    | 0                   | 0                  |    | 0                     | 0                 |
| Eslovaquia              | 19   | 0                  | 0                       | 2                 | 0                   | 0                 | 8                | 0                  | 0                  | 0                | 4                 | 0                  | 0                  | 0                  | 0                    | 0                           | 0                  | 0                  | 0                    | 0                   | 5                  | 0  |                       | 0                 |
| Suecia                  | 100  | 0                  | 0                       | 0                 | 4                   | 0                 | 0                | 0                  | 10                 | 8                | 0                 | 10                 | 6                  | 3                  | 7                    | 8                           | 10                 | 12                 | 8                    | 6                   | 0                  | 4  | 4                     |                   |

#### Máximas puntuaciones
Tras la votación, los países que recibieron 12 puntos fueron:
| N. | A            | De                                                                              |
| -- | ------------ | ------------------------------------------------------------------------------- |
| 7  | Irlanda      | Turquía, Suiza, Estonia, Países Bajos, Eslovenia, Polonia, Bosnia & Herzegovina |
| 3  | Estonia      | Finlandia, Islandia, Suecia                                                     |
| 2  | Austria      | Malta, Francia                                                                  |
| 2  | Chipre       | Reino Unido, Grecia                                                             |
| 2  | Malta        | Eslovaquia, Croacia                                                             |
| 2  | Portugal     | Chipre, Noruega                                                                 |
| 2  | Reino Unido  | Portugal, Bélgica                                                               |
| 1  | Bélgica      | España                                                                          |
| 1  | Países Bajos | Austria                                                                         |
| 1  | Suecia       | Irlanda                                                                         |

### Ronda Clasificatoria
En marzo de 1996, y debido a la gran cantidad de países interesados en participar en el certamen europeo, se realizó una ronda clasificatoria a puerta cerrada, en la cual los jurados de cada país escucharon las grabaciones de cada una de las canciones participantes. Una vez emitidos todos los votos, la clasificación final y los países clasificados fueron publicados. Noruega, por ser el país anfitrión, no participó en dicha ronda. Finlandia y Hungría empataron en la posición 22, sin embargo, la plaza fue ocupada por Finlandia porque el país consiguió un mayor número de puntuaciones altas.
| Lugar | País                 | Intérprete(s)                       | Canción                          | Puntos |
| ----- | -------------------- | ----------------------------------- | -------------------------------- | ------ |
| 1     | Suecia               | One More Time                       | Den vilda                        | 227    |
| 2     | Irlanda              | Eimear Quinn                        | The Voice                        | 198    |
| 3     | Reino Unido          | Gina G                              | Ooh Aah... Just a Little Bit     | 153    |
| 4     | Malta                | Miriam Christine                    | In a Woman's Heart               | 138    |
| 5     | Estonia              | Maarja-Liis Ilus & Ivo Linna        | Kaelakee hääl                    | 106    |
| 6     | Austria              | George Nussbaumer                   | Weil's dr guat got               | 80     |
| 7     | Turquía              | Şebnem Paker                        | Beşinci mevsim                   | 69     |
| 8     | Suiza                | Kathy Leander                       | Mon cœur l'aime                  | 67     |
| 9     | Países Bajos         | Maxine & Franklin Brown             | De eerste keer                   | 63     |
| 10    | Islandia             | Anna Mjöll                          | Sjúbídú                          | 59     |
| 11    | Francia              | Dan Ar Braz & L'Héritage des Celtes | Diwanit bugale                   | 55     |
| 12    | Bélgica              | Lisa del Bo                         | Liefde is een kaartspel          | 45     |
| 12    | Grecia               | Mariana Efstratiou                  | Emis forame to himona anixiatika | 45     |
| 14    | España               | Antonio Carbonell                   | ¡Ay, qué deseo!                  | 43     |
| 15    | Chipre               | Constantinos Christoforou           | Mono yia mas                     | 42     |
| 15    | Polonia              | Kasia Kowalska                      | Chcę znać swój grzech            | 42     |
| 17    | Eslovaquia           | Marcel Palonder                     | Kým nás máš                      | 36     |
| 18    | Portugal             | Lúcia Moniz                         | O meu coração não tem cor        | 32     |
| 19    | Croacia              | Maja Blagdan                        | Sveta ljubav                     | 30     |
| 20    | Eslovenia            | Regina                              | Dan najlepših sanj               | 30     |
| 21    | Bosnia y Herzegovina | Amila Glamočak                      | Za našu ljubav                   | 29     |
| 22    | Finlandia            | Jasmine                             | Niin kaunis on taivas            | 27     |
| 23    | Hungría              | Gjon Delhusa                        | Fortuna                          | 26     |
| 24    | Alemania             | León                                | Planet of Blue                   | 24     |
| 25    | Dinamarca            | Dorthe Andersen & Martin Loft       | Kun med dig                      | 22     |
| 26    | Macedonia (ARY)      | Kaliopi                             | Samo ti                          | 14     |
| 26    | Rusia                | Andrej Kosinskij                    | Ja eto ja                        | 14     |
| 28    | Israel               | Galit Bell                          | Shalom Olam                      | 12     |
| 29    | Rumania              | Mónica Anghel & Sincron             | Rugă pentru pacea lumii          | 11     |

     Países no clasificados a la final.